# Lesley-Ann Brandt
Lesley-Ann Brandt (n. 2 decembrie 1981, Cape Town, Africa de Sud) este o actriță sud-africană și americană. Este cel mai cunoscută ca demonul Mazikeen din serialul de televiziune Lucifer.

## Filmografie

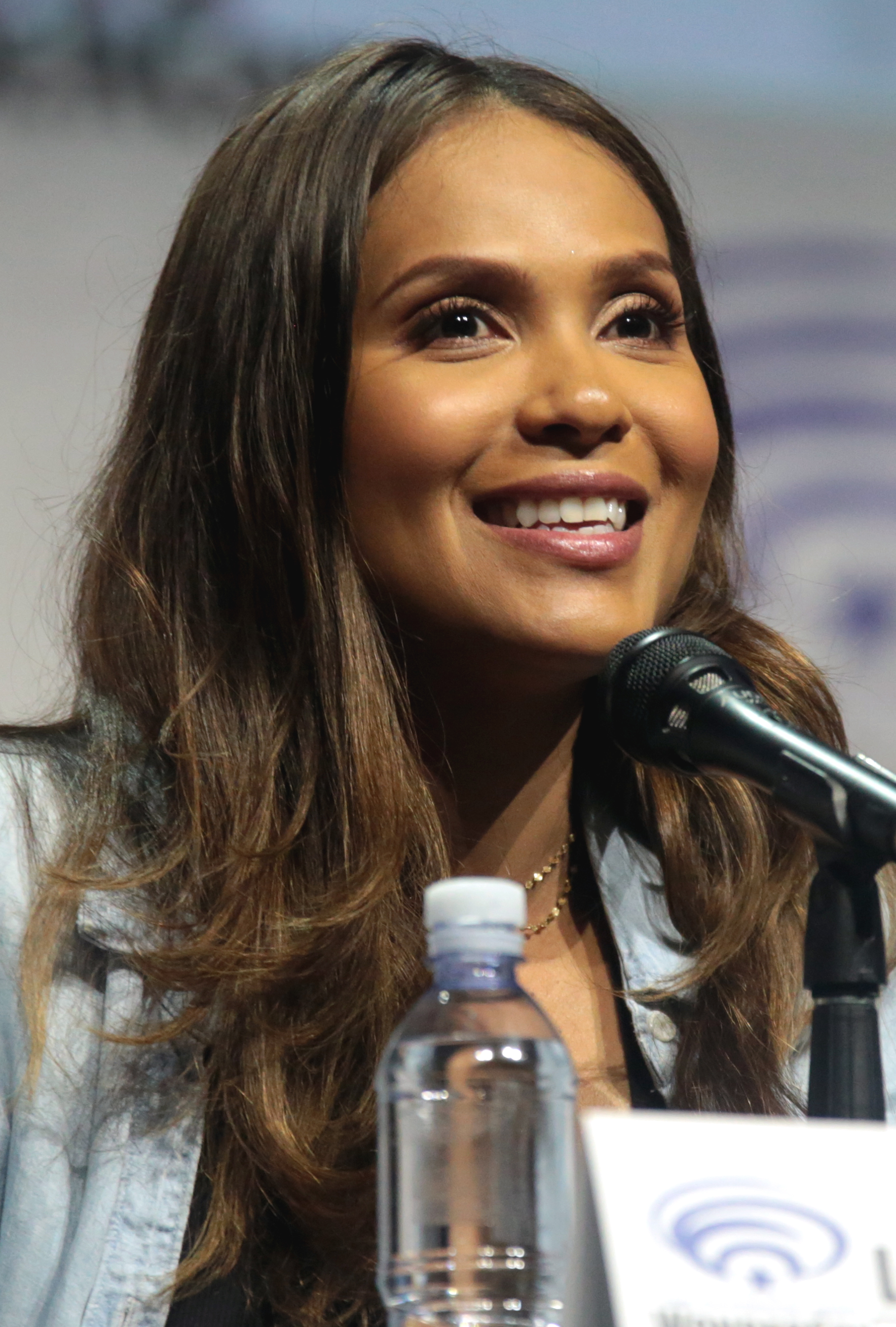
Brandt în 2017 la WonderCon, pentru promovarea serialului Lucifer.

### Film
| An   | Titlu                             | Rol            | Note |
| ---- | --------------------------------- | -------------- | ---- |
| 2010 | The Hopes & Dreams of Gazza Snell | Sharon         |      |
| 2011 | InSight                           | Valerie Khoury |      |
| 2012 | A Beautiful Soul                  | Angela Barry   |      |
| 2013 | Drift                             | Lani           |      |
| 2015 | Painkillers                       | Guts           |      |
| 2019 | Duke                              | Violet         |      |
| 2019 | Heartlock                         | Tara Sharpe    |      |
| 2021 | Horror Noire                      | Abbie          |      |

### Televiziune
| An        | Titlu                               | Rol                       | Note                                                                     |
| --------- | ----------------------------------- | ------------------------- | ------------------------------------------------------------------------ |
| 2009      | Diplomatic Immunity                 | Leilani Fa'auigaese       | 13 episoade                                                              |
| 2010      | Legenda căutătorului                | Sister Thea               | Episodul: "Tears"                                                        |
| 2010      | This Is Not My Life                 | Hine / WAI Field Reporter | 2 episoade                                                               |
| 2010–2011 | Spartacus                           | Naevia                    | 17 episoade                                                              |
| 2011      | Chuck                               | Fatima Tazi               | Episodul: "Chuck Versus the Seduction Impossible"                        |
| 2011      | CSI: NY                             | Camille Jordanson         | 2 episoade                                                               |
| 2011      | Memphis Beat                        | Adriana                   | Episodul: "The Things We Carry"                                          |
| 2011      | Zombie Apocalypse                   | Cassie                    | Film TV                                                                  |
| 2014      | Being Mary Jane                     | Tamiko Roberts            | Episode: "Girls Night In"                                                |
| 2014      | Killer Women                        | Amber Flynn               | Episodul: "In and Out"                                                   |
| 2014      | Single Ladies                       | Naomi Cox                 | 11 episoade                                                              |
| 2014      | Gotham                              | Larissa Diaz / Copperhead | Episodul: "Lovecraft"                                                    |
| 2014      | Bibliotecarii                       | Lamia                     | 5 episoade                                                               |
| 2016–2021 | Lucifer                             | Mazikeen, Lillith         | Mazikeen: Rol principal (Sezoanele 1–6), Lilith: (Sezonul 5, episodul 4) |
| 2023      | Captain Fall                        | Liza Barrel (voce)        | Main cast                                                                |
| 2024      | The Walking Dead: The Ones Who Live | Pearl Thorne              | 3 episoade                                                               |

### Videoclipuri
| An   | Formație      | Titlu                       | Personaj    | Regizor     |
| ---- | ------------- | --------------------------- | ----------- | ----------- |
| 2007 | Battle Circus | "Love in a Fallout Shelter" | Lead Female | Anton Steel |
| 2007 | Nesian Mystik | "R.S.V.P."                  | Lead Female | Luke Sharpe |